# Aldrich (Missouri)
Aldrich é uma vila localizada no estado americano de Missouri, no Condado de Polk.

## Demografia
Segundo o censo americano de 2000, a sua população era de 75 habitantes.
Em 2006, foi estimada uma população de 80, um aumento de 5 (6.7%).

## Geografia
De acordo com o United States Census Bureau tem uma área de
0,4 km², dos quais 0,4 km² cobertos por terra e 0,0 km² cobertos por água. Aldrich localiza-se a aproximadamente 302 m acima do nível do mar.

## Localidades na vizinhança
O diagrama seguinte representa as localidades num raio de 16 km ao redor de Aldrich.